# Dendrolague doré
Dendrolagus pulcherrimus
Espèce
Répartition géographique
Statut de conservation UICN

 CR A2cd; B1ab(i,ii,iii,iv,v); C1 : 
En danger critique
Le Dendrolague doré (Dendrolagus pulcherrimus) est une espèce de marsupial arboricole de la famille des Macropodidae. Il est endémique en Nouvelle-Guinée.
Il a un pelage châtain à poil court brun avec le ventre pâle et le cou, les joues et les pieds jaunâtres. Une double bande dorée descend le long de son dos. La queue est longue et a des anneaux pâles.
Son aspect est très proche du Dendrolague de Goodfellow. Il en diffère par sa face rosée ou même plus claire, ses épaules dorées, ses oreilles blanches et sa taille plus petite. Certaines autorités le considèrent comme une sous-espèce du Dendrolague de Goodfellow.
Gravement menacé par la chasse et par la perte de son habitat, il a été découvert en 1990 par Pavel German au mont Sapau, dans les monts Torricelli en Papouasie-Nouvelle-Guinée. En plus des monts Torricelli, il est présent également dans les monts Foja en Indonésie. On a signalé cette dernière population comme découverte par une expédition en décembre 2005, mais sa présence était connue dans cette chaîne de montagnes avant cela.
On le considère comme l'un des plus menacés de tous les kangourous arboricoles. Il a disparu dans la plupart de son aire d'origine. Il n'est pas évalué par l'UICN, car classé comme une sous-espèce du Dendrolague de Goodfellow.

## Illustration
- http://news.nationalgeographic.com/news/bigphotos/79304958.html Photo